# Langfang
Langfang 廊坊 er en by på præfekturniveau i provinsen Hebei ved Kinas kyst mod det Gule Hav. Langfang indgår i det industrialiserede område som og strækker sig fra Beijing til Tianjin. Befolkningen indenfor bygrænserne anslås (2004) til 722.000. 
Selve byen Langfang er relativt grøn. Hver 300 til 500 meter langs byens hovedgader er det parker. Langfang har en fem kilometer lang gågade, som i 2008 var den længste i Kina.
39°31′11″N 116°42′02″Ø / 39.51962°N 116.70056°Ø